# Edwin van Ankeren
Edwin van Ankeren (Amsterdam, 13 augustus 1968) is een  Nederlands voormalig voetballer die als aanvaller speelde.

## Loopbaan
Van Ankeren speelde in Lelystad voor de amateurs van SV Lelystad '67. Hij debuteerde in het betaald voetbal voor PEC Zwolle '82 in de Eerste Divisie in het seizoen 1985-1986. Hij promoveerde naar de Eredivisie in zijn debuutjaar.
Van Ankeren stond in het begin van de jaren 90 bekend om zijn snelheid. Mede daardoor kon hij na vijf jaar in België te hebben gespeeld bij KSK Beveren en RWDM naar PSV, om daar de rechterspits te worden. Het bleef echter maar bij één seizoen bij PSV en vertrok weer naar België om bij Eendracht Aalst te spelen. 
Met EA Guingamp promoveerde hij in 2000 naar de Ligue 1 waar hij minder aan bod kwam. Na een kort avontuur in Italië speelde hij bij Odd Grenland op het hoogste niveau in Noorwegen. In 2004 werd hij daar op het derde niveau speler-trainer bij Tollnes BK. 
Medio 2005 keerde Van Ankeren terug naar de Nederlandse velden om zijn carrière af te sluiten bij FC Omniworld.
In zijn jeugdjaren beoefende Van Ankeren naast voetbal, ook atletiek bij AV Spirit te Lelystad. Hij was goed in de sprintnummers en deed ook in zijn beginjaren bij PEC nog aan atletiek daarnaast. Om zijn snelheid werd Van Ankeren het loopwonder Van Ankeren genoemd.
Van 2008 tot 2013 was Van Ankeren assistent-trainer van FC Omniworld dat in 2010 verder ging als Almere City. Zowel in 2009 als in 2012 fungeerde hij kort als interim hoofdtrainer. Sinds 2013 tot 2018 was Van Ankeren hoofdtrainer bij VV Unicum deels samen met Michel van Oostrum. Daarnaast startte hij een schoonmaakbedrijf.

## Clubstatistieken
| Seizoen | Club                | Competitie      | Duels | Goals |
| ------- | ------------------- | --------------- | ----- | ----- |
| 1985/86 | PEC Zwolle '82      | Eerste divisie  | 14    | 3     |
| 1986/87 | PEC Zwolle '82      | Eredivisie      | 19    | 4     |
| 1987/88 | PEC Zwolle '82      | Eredivisie      | 28    | 6     |
| 1988/89 | PEC Zwolle '82      | Eredivisie      | 30    | 9     |
| 1989/90 | KSK Beveren         | Eerste klasse   | 26    | 8     |
| 1990/91 | KSK Beveren         | Tweede klasse   | 24    | 11    |
| 1991/92 | KSK Beveren         | Eerste klasse   | 2     | 0     |
| 1991/92 | RWD Molenbeek       | Eerste klasse   | 20    | 7     |
| 1992/93 | RWD Molenbeek       | Eerste klasse   | 29    | 12    |
| 1993/94 | PSV                 | Eredivisie      | 19    | 3     |
| 1994/95 | SC Eendracht Aalst  | Eerste klasse   | 23    | 12    |
| 1995/96 | SC Eendracht Aalst  | Eerste klasse   | 18    | 10    |
| 1996/97 | Germinal Ekeren     | Eerste klasse   | 21    | 3     |
| 1997/98 | Germinal Ekeren     | Eerste klasse   | 24    | 5     |
| 1998/99 | Germinal Ekeren     | Eerste klasse   | 24    | 7     |
| 1999/00 | EA Guingamp         | Ligue 2         | 26    | 9     |
| 2000/01 | EA Guingamp         | Ligue 1         | 7     | 0     |
| 2000/01 | AS Viterbese Calcio | Italië Serie C2 | 1     | 0     |
| 2001    | Odd Grenland        | Tippeligaen     | 18    | 9     |
| 2002    | Odd Grenland        | Tippeligaen     | 18    | 5     |
| 2003    | Odd Grenland        | Tippeligaen     | 20    | 10    |
| 2004    | Tollnes BK          | 2. Divisjon     | 2     | 1     |
| 2005    | Tollnes BK          | 2. Divisjon     | 0     | 0     |
| 2005/06 | FC Omniworld        | Eerste divisie  | 17    | 2     |
| Totaal  | Totaal              | Totaal          | 430   | 136   |